# Alberto Carlieri
Alberto Carlieri (1672 – dopo 1720) è stato un pittore italiano dell'ultima fase del barocco.

## Biografia

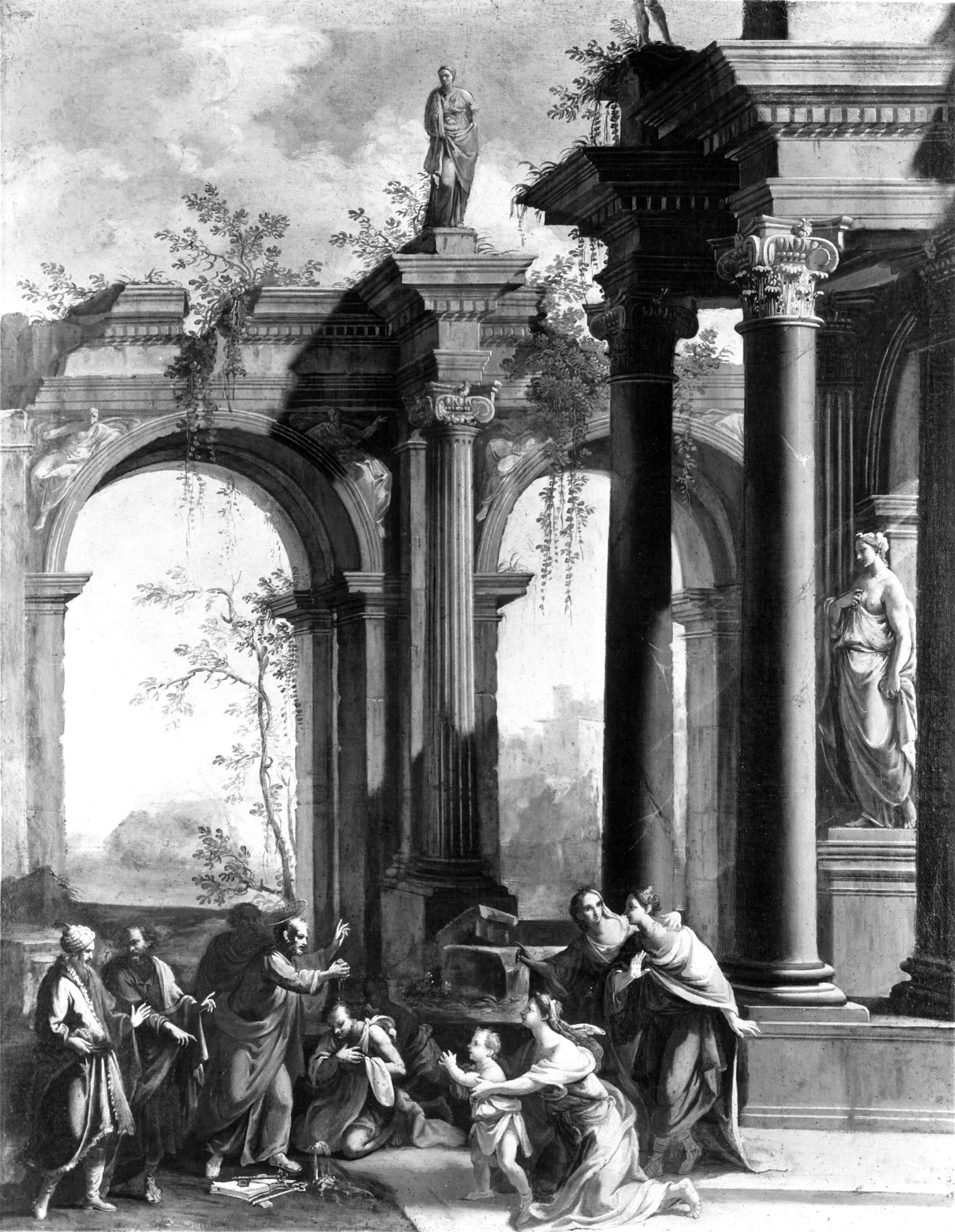
San Pietro battezza il centurione Cornelio, olio su tela, Walters Art Museum.

Nato a Roma, dove fu in principio allievo di Giuseppe Marchi e poi di Andrea Pozzo. È ricordato per i suoi lavori di pittura illusionistica.